# Парфенон (Нашвілл)
Парфенон або Партенон (англ. Parthenon) в Нашвілі, штат Теннессі, США — точна повнорозмірна копія афінського Парфенона. Побудований в 1897 році для міжнародної виставки, що проходила в Нашвіллі з приводу століття входження Теннессі в число Сполучених штатів. Будівля включена в Національний реєстр історичних місць США.

## Історія
На ідею побудувати до виставки 1897 року кілька копій античних будівель її організаторів наштовхнуло прізвисько Нашвілл — «Південні Афіни». Парфенон, що став центральним елементом виставки, був єдиною точною копією і єдиною будівлею, яку в подальшому зберегли. Спочатку нашвіллський Парфенон побудували з дерева та цегли. В 1920 році почалася перебудова його з бетону, повністю завершена в 1931 році.
У 1990 році нашвіллський скульптор Аланом Леквіром відтворив статую Афіни Парфенос роботи Фідія, виготовлену ним зі слонової кістки і вкриту листковим золотом. Афіна Парфенос стояла у східній головній залі античного Парфенону. Майже за 10 століть скульптура загинула під час пожежі. Нині відома тільки за описами. Алан Леквір створив її повнорозмірну копію, щоправда замінивши слонову кістку та золото на гіпс та скловолокно.
В даний час нашвіллський Парфенон являє собою центральну пам'ятку міського парку «Сентенніал-парк». У будівлі розташовується невеликий музей живопису, в колекції якого зберігаються 63 полотна американських художників 19-20 століть, пожертвувані Джеймсом М. Кованом. У додатковій галереї проводяться тимчасові виставки. У літній час місцевий театр здійснює на сходах Парфенона постановки класичних давньогрецьких трагедій.

## Цікаві факти
Нашвіллський Парфенон використаний як місце політичного мітингу в завершальній сцені фільму «Нашвілл» режисера Роберта Олтмена.